# Catar en los Juegos Olímpicos de Sídney 2000
Catar estuvo representado en los Juegos Olímpicos de Sídney 2000 por un total de 17 deportistas masculinos que compitieron en 5 deportes.
El portador de la bandera en la ceremonia de apertura fue el atleta Ibrahim Ismail Muftah.

## Medallistas
El equipo olímpico catarí obtuvo las siguientes medallas:
| Nombre          | Deporte      | Competición |
| --------------- | ------------ | ----------- |
| Oro             |              |             |
| —               |              |             |
| Plata           |              |             |
| —               |              |             |
| Bronce          |              |             |
| Said Saif Asaad | Halterofilia | 105 kg M    |